# Casper Crump
Casper Frederik Crump (født 11. juli 1977) er en dansk skuespiller.
Crump er uddannet fra Statens Teaterskole i 2008. Siden har haft roller på bl.a. Folketeatret, ligesom han har spillet med i Romeo og Julie på Frilandsmuseets teaterscene. I 2010 medvirkede han i Sex, vold, blod og snask på Teater Får302.
I 2017 medvirkede han i DR's underholdningsprogram Flashback hvor han genskabte anekdoter fra forskellige kendte personers liv.
Han har desuden lagt stemme til børne-tv-serien Huset Anubis.

## Filmografi
- Over gaden under vandet (2009)
- Talenttyven (2012)
- Sover Dolly på ryggen? (2012)
- Helium (2014)
- Undercover (2016)
- Legend of Tarzan (2016)
- Familien Addams (2019)

### Tv-serier
- Livvagterne (2009)
- Forbrydelsen II (2009)
- Lærkevej (2009)
- Kristian (2009)
- Victorious (stemme) (2010)
- Lykke (2011)
- Tvillingerne og Julemanden (julekalender, (2013)
- Legends of Tomorrow (2016)